# Janeta Kerdiyoshvili
Janeta Kerdiyoshvili (ჟანეტ ქერდიყოშვილი) (Tbilisi, 29 novembre 1991) è una modella georgiana, rappresentante della Georgia per Miss Universo 2015, che si terrà a dicembre. In precedenza, la modella aveva gareggiato in veste di delegata della Georgia a Miss Mondo 2011, dove tuttavia non è riuscita a piazzarsi.